# Chiesa di Santa Lucia (Costa Serina)
La chiesa di Santa Lucia è il principale luogo di culto cattolico di Ambriola frazione di Costa Serina, in provincia e diocesi di Bergamo; fa parte del vicariato di Selvino-Serina.

## Storia
La chiesa intitolata alla santa siracusana risulta inserita nell'elenco redatto dal cancelliere della curia diocesana di Bergamo Giovanni Giacomo Marenzi nel 1666. Nel documento è indicata come piccolo oratorio posto nella località ai Algua.
L'antico edificio, forse perché ammalorato, fu ricostruito nel 1754.
Il vescovo di Bergamo Giovanni Paolo Dolfin visitò la chiesa nel 1781, agli atti fu allegata la relazione dell'allora parroco di Costa, dalla quale si deduce che vi era sussidiaria. 
Nei primi anni del XX secolo l'edificio fu oggetto di lavori di ampliamento con la ricostruzione dell'aula e del presbiterio e successivamente l'erezione della nuova torre campanaria.
La chiesa fu elevata canonicamente a parrocchiale con decreto del vescovo Luigi Maria Marelli dismembrandola da quella di San Lorenzo il 14 giugno 1928 e inserendola nella vicariato di Selvino. Questa nuova situazione portò a compiere migliorie con nuovi decori nel 1932, e nella seconda metà del Novecento con lavori di ammodernamento e adeguamento alle nuove indicazioni liturgiche con la posa del nuovo altare rivolto verso i fedeli. L'altare su realizzato su progetto di Vito Sonzogni e realizzato in marmo di Zandobbio dalla ditta Remuzzi. Il nuovo altare fu consacrato il 25 settembre 1976 dall'arcivescovo Clemente Gaddi. Contemporaneamente fu posto il nuovo ambone sempre su progetto dell'ingegnere Sonzogni.
Con decreto del 27 maggio 1979 del vescovo Giulio Oggioni la chiesa fu inserita nel vicariato locale di Selvino-Serina.

## Descrizione

### Esterno
L'edificio di culto con abside rivolta a nord est è anticipato dal sagrato con pavimentazione in lastre di porfido poste a opus incertum delimitato da un muretto in sassi. La facciata molto semplice, presenta centralmente il portale in pietra sagomata rialzato da un gradino. Superiore un'apertura centinata a tutto sesto atta a illuminare l'aula. Il frontone termina con timpano triangolare con mensole che lo sorreggono.

### Interno
L'interno è a croce latina la prima parte divisa in due campate da lesene complete di basamento e capitelli che reggono la trabeazione e con volta a botte.  La prima campata a sinistra è destinata a zona penitenziale con il confessionale ligneo e una scala a chiocciola in ferro che conduce alla cantoria posta sulla controfacciata. A sinistra della seconda campata vi è la statua di santa Teresa e corrispondente a destra di san Luigi Gonzaga entrambe poste in una nicchia. Il transetto ha copertura da tazza circolare e conserva in due nicchie le statue di santa Lucia a sinistra e corrispondente della Madonna Addolorata.
La zona presbiteriale con volta a botte, e raccordata con la navata con parti che hanno gli ingressi alla sagrestia e alla torre campanaria, è a pianta rettangolare e anticipata dall'arco trionfale e da tre gradini e di misura inferiore rispetto alla navata. La parte termina con il coro absidato coperto da catino.
L'altare, disegnato dall'architetto Vito Sonzogni in marmo bianco di Zandobbio, fu consacrato con il nuovo ambone dal vescovo Clemente Gaddi il 25 settembre 1976.